# Aethionema gileadense
Aethionema gileadense là một loài thực vật có hoa trong họ Cải. Loài này được Post mô tả khoa học đầu tiên năm 1888.